# Fornach
Fornach är en ort och kommun i Österrike. Den ligger i distriktet Vöcklabruck i förbundslandet Oberösterreich, 220 kilometer väster om huvudstaden Wien. 
Kommunen består av 24 orter (Ortschaften) (inom parentes invånarantal 1 januari 2024):

- Adligen (34)
- Doppelmühle (37)
- Emming (82)
- Fachberg (7)
- Feichtenberg (33)
- Fornach (261)
- Gferreth (28)
- Gmeineck (34)
- Grilln (1)
- Grillnpoint (76)
- Grubleiten (38)
- Grubleitenpoint (55)
- Pichl (18)
- Piereth (4)
- Ramsau (17)
- Röth (6)
- Sallach (49)
- Saxigen (109)
- Schnöllerberg (9)
- Schwandeck (8)
- Seppenröth (35)
- Unterholzing (7)
- Walligen (40)
- Zaißen (19)